# Meant to Be
«Meant to Be» (Так должно быть) — песня американско-албанской исполнительницы и автора Биби Рексы, вышедшая 24 октября 2017 года. Запись сделана при участии кантри-группы Florida Georgia Line. Платиновый статус в Австралии и Новой Зеландии.
Пятьдесят недель на первом месте кантри-чарта  Hot Country Songs.

## История
11 ноября 2017 года «Meant to Be» дебютировала в основном мультижанровом американском хит-параде Billboard Hot 100 на позиции №  61. В марте 2018 года она достигла № 2 (позади лидера Дрейка с синглом «God’s Plan», став для Рексы её третьим хитом в лучшей десятке Top-10 и первым, где она в качестве лидирующего исполнителя, а также вторым в десятке для группы Florida Georgia Line (их хит «Cruise» вместе с Nelly был № 4 в 2013 году). Второе место это также лучшее достижение для хита любой кантри-группы или дуэта за последние 8 лет впервые после второго места в Hot 100 сингла trio Lady Antebellum's «Need You Now» в марте 2010 года.
Песня достигла первого места в кантри-чарте Hot Country Songs (дебют в нём для Рексы), став шестым чарттоппером для группы Florida Georgia Line. Рекса также стала первой женщиной сразу дебютировавшей на № 1 в кантри-чарте за всю его историю (и третьей с учётом всех исполнителей). Это третий сингл в истории чарта сразу попавший на первое место после песен «Forever Country» (8 октября 2016) и «My Baby’s Got a Smile on Her Face» (3 января 2015, победитель 7-го сезона NBC’s The Voice, Craig Wayne Boyd).
Благодаря синглу «Meant to Be» Рекса поставила кантри-рекорд: она больше любой другой женщины-солистки возглавляла чарт Hot Country Songs: сначала 11 недель против прошлого достижения в 10 недель № 1 (2012-13; Taylor Swift's «We Are Never Ever Getting Back Together»), а позднее и 17 недель на первом месте кантри-чарта Hot Country Songs.
28 апреля 2018 года сингл «Meant to Be» находился на вершине кантри-чарта 21-ю неделю и впервые взошёл на № 1 в Country Airplay (1-й там чарттоппер для Биби Рекса и 12-й для Florida Georgia Line). Также он достиг № 2 в Hot 100 и № 1 в чартах Radio Songs и Adult Pop Songs.
5 мая 2018 года песня была 24 недели на № 1 в Hot Country Songs (больше было только 34 недели у Sam Hunt's «Body Like a Back Road», 2017), 20 недель на № 1 в Country Streaming Songs, 19 недель на № 1 в Country Digital Song Sales. 9 июня 2018 года песня была 27 недель на № 1 в Hot Country Songs.
Благодаря этому треку в июне 2018 года группа Florida Georgia Line поставила ещё несколько рекордов. В тот момент, когда сингл «Meant to Be» 30-ю неделю возглавлял чарт Billboard Hot Country Songs, группа стала первым в истории исполнителем, который одновременно возглавлял три разных компонента основного кантри-чарта (радио Country Airplay, цифровой Country Digital Song Sales и стриминговый Country Streaming Songs) с тремя разными треками. В Country Airplay лидировал трек «Up Down» певца Моргана Уоллена (при участии FGL, где это их 13-й чарттоппер). В цифровом чарте Country Digital Song Sales лидировал трек «Simple» (8-й чарттоппер). В чарте Country Streaming Songs лидировал «Meant to Be». Этому беспрецедентному хэт-трику FGL могут последовать 5 музыкантов, которые тоже одновременно возглавляли все три указанных чарта, но не с разными треками: Jason Aldean, Kane Brown, Luke Bryan, Sam Hunt и Keith Urban. В Hot Country Songs все три река, «Meant», «Up» и «Simple», находились на позициях № 1, 5 и 6, соответственно, то есть все три в top-10 вместе уже третью неделю. Кроме того, группа Florida Georgia Line стала первым дуэтом или группой (и пятым исполнителем в целом) с тремя песнями в кантри top-10 одновременно.
23 июля 2018 года сингл «Meant to Be» находился на вершине кантри-чарта в Hot Country Songs 34-ю неделю, достигнув рекордного показателя 2017 года (рекорд в 34 недели в 2017 году принадлежит Sam Hunt’s «Body Like a Back Road»). Ранее песня 2 недели возглавляла Adult Pop Songs, пять недель была во главе мультижанрового Radio Songs, 22 недели № 1 в Country Digital Song Sales.
4 августа 2018 года рекордный показатель был покорён: 35 недель на № 1 в Hot Country Songs, начиная с 16 декабря 2017 года. И ещё 31 неделя № 1 в Country Streaming Songs.
К июлю 2018 года тираж сингла превысил 1,183,000 копий в США (к февралю 2018 года 533,000, к марту 682,000, к апрелю 860,000).
Официальное музыкальное видео «Meant to Be» было снято в Альбукерке (на юго-западе США в штате Нью-Мексико) британским клипмейкером Софи Мюллер и вышло 23 октября 2017 года.

## Награды и номинации
| Год  | Организация                          | Награда                            | Результат |
| ---- | ------------------------------------ | ---------------------------------- | --------- |
| 2018 | Billboard Music Awards               | Top Country Song                   | Номинация |
| 2018 | Radio Disney Music Awards            | Best Collaboration                 | Номинация |
| 2018 | Radio Disney Music Awards            | Country Favorite Song              | Победа    |
| 2018 | Teen Choice Awards                   | Choice Collaboration               | Номинация |
| 2018 | Teen Choice Awards                   | Choice Country Song                | Победа    |
| 2018 | MTV Video Music Awards               | Best Collaboration                 | Номинация |
| 2018 | iHeartRadio MMVAs                    | Song of the Summer                 | Номинация |
| 2018 | iHeartRadio MMVAs                    | Best Collaboration                 | Победа    |
| 2018 | American Music Awards                | Collaboration of the Year          | Номинация |
| 2018 | American Music Awards                | Favorite Country Song              | Номинация |
| 2018 | BreakTudo Awards                     | Hit of the Year                    | Номинация |
| 2018 | MTV Europe Music Awards              | Best Song                          | Номинация |
| 2018 | Country Music Association Awards     | Single of the Year                 | Номинация |
| 2018 | Country Music Association Awards     | Musical Event of the Year          | Номинация |
| 2019 | Grammy Awards                        | Best Country Duo/Group Performance | Номинация |
| 2019 | iHeartRadio Music Awards             | Best Collaboration                 | Номинация |
| 2019 | iHeartRadio Music Awards             | Country Song of the Year           | Победа    |
| 2019 | 54th Academy of Country Music Awards | Single of the Year                 | Номинация |
| 2019 | 54th Academy of Country Music Awards | Song of the Year                   | Номинация |
| 2019 | 54th Academy of Country Music Awards | Music Event of the Year            | Номинация |
| 2019 | Billboard Music Awards               | Top Country Song                   | Победа    |
| 2019 | Billboard Music Awards               | Top Radio Song                     | Номинация |

## Участники записи
- Вокал, автор — Биби Рекса
- Гитара, вокал — Brian Kelley (Florida Georgia Line)
- Гитара, вокал, автор — Tyler Hubbard (Florida Georgia Line)

## Чарты
| Чарт (2017—19)                             | Высшая позиция |
| ------------------------------------------ | -------------- |
| Австралия (ARIA)                           | 2              |
| Австрия (Ö3 Austria Top 40)                | 49             |
| Бельгия/Фландрия (Ultratop 50)             | 34             |
| Бельгия/Валлония (Ultratip Bubbling Under) | 12             |
| Бразилия (Crowley Charts)                  | 87             |
| Канада (Billboard Canadian Hot 100)        | 7              |
| Канада (Billboard AC)                      | 1              |
| Канада (Billboard CHR/Top 40)              | 13             |
| Канада (Billboard Country)                 | 7              |
| Канада (Billboard Hot AC)                  | 2              |
| Чехия (Rádio — Top 100)                    | 61             |
| Чехия (Singles Digitál Top 100)            | 23             |
| Дания (Tracklisten)                        | 38             |
| Германия (GfK)                             | 57             |
| Греция (IFPI Greece)                       | 40             |
| Венгрия (Stream Top 40)                    | 28             |
| Ирландия (IRMA)                            | 22             |
| Израиль (Media Forest TV Airplay)          | 1              |
| Латвия (Latvijas Top 40)                   | 31             |
| Малайзия (RIM)                             | 20             |
| Нидерланды (Dutch Top 40)                  | 7              |
| Нидерланды (Single Top 100)                | 18             |
| Новая Зеландия (Recorded Music NZ)         | 5              |
| Норвегия (VG-lista)                        | 5              |
| Филиппины (Philippine Hot 100)             | 37             |
| Португалия (AFP)                           | 54             |
| Шотландия (OCC Scotland)                   | 5              |
| Сингапур (RIAS)                            | 28             |
| Словакия (Rádio — Top 100)                 | 57             |
| Словакия (Singles Digitál Top 100)         | 28             |
| Словения (SloTop50)                        | 29             |
| Швеция (Sverigetopplistan)                 | 8              |
| Швейцария (Schweizer Hitparade)            | 34             |
| Великобритания (OCC UK Singles)            | 11             |
| США (Billboard Hot 100)                    | 2              |
| США (Billboard Adult Contemporary)         | 3              |
| США (Billboard Adult Pop Airplay)          | 1              |
| США (Billboard Country Airplay)            | 1              |
| США (Billboard Dance/Mix Show Airplay)     | 11             |
| США (Billboard Hot Country Songs)          | 1              |
| США (Billboard Pop Airplay)                | 2              |
| США (Billboard Rhythmic)                   | 32             |

| Чарт (2018)                              | Позиция |
| ---------------------------------------- | ------- |
| Австралия (ARIA)                         | 5       |
| Бельгия (Ultratop Flanders)              | 66      |
| Канада (Canadian Hot 100)                | 7       |
| Дания (Tracklisten)                      | 62      |
| Нидерланды (Dutch Top 40)                | 39      |
| Нидерланды (Single Top 100)              | 53      |
| Новая Зеландия (Recorded Music NZ)       | 7       |
| Швеция (Sverigetopplistan)               | 38      |
| Швейцария (Schweizer Hitparade)          | 97      |
| Великобритания (Official Charts Company) | 47      |
| США (Billboard Hot 100)                  | 3       |
| США (Adult Contemporary, Billboard)      | 6       |
| США (Adult Top 40, Billboard)            | 8       |
| США (Country Airplay, Billboard)         | 26      |
| США (Hot Country Songs, Billboard)       | 1       |
| США (Mainstream Top 40, Billboard)       | 17      |

| Чарт (2019)                         | Позиция |
| ----------------------------------- | ------- |
| США (Adult Contemporary, Billboard) | 22      |
| США (Hot Country Songs, Billboard)  | 10      |

| Чарт (2010—2019)                   | Позиция |
| ---------------------------------- | ------- |
| Australia (ARIA)                   | 92      |
| США (Billboard Hot 100)            | 89      |
| США (Hot Country Songs, Billboard) | 1       |

## Сертификации
| Регион | Сертификация   | Продажи    |
| --- | -------------- | ---------- |
| Австралия (ARIA) | 5× Платиновый  | 350 000    |
| Бельгия (BEA) | Золотой        | 10 000     |
| Бразилия (ABPD) | Бриллиантовый  | 250 000    |
| Дания (IFPI Danmark) | Золотой        | 45,000     |
| Германия (BVMI) | Золотой        | 200 000    |
| Италия (FIMI) | Золотой        | 25 000     |
| Нидерланды (NVPI) | Платиновый     | 40 000     |
| Новая Зеландия (RMNZ) | 2× Платиновый  | 60 000     |
| Норвегия (IFPI Norway) | 3× Платиновый  | 180 000    |
| Польша (ZPAV) | Платиновый     | 50 000     |
| Португалия (AFP) | Золотой        | 5,000      |
| Швейцария (IFPI Switzerland) | Золотой        | 10 000     |
| Великобритания (BPI) | 2× Платиновый  | 1 200 000  |
| США (RIAA) | 11× Платиновый | 11 000 000 |
| * Данные о продажах приведены только на основе сертификации. · ^ Данные о тиражах приведены только на основе сертификации. · Данные о продажах + прослушиваниях приведены только на основе сертификации. |                |            |